# David Harewood
David Harewood MBE (Small Heath, 1965. december 8. –) angol színpadi és filmszínész.
Leginkább a Homeland – A belső ellenség (2011–2012) és a Supergirl (2015–2021) című televíziós sorozatokból ismert.

## Fiatalkora
David Harewood 1965. december 8-án született Birminghamben, Angliában. A Royal Academy of Dramatic Art diplomáját szerezte meg.

## Magánélete
2013. február 26-án házasságot kötött Kirsty Handy-vel. Két gyermekük van.

## Filmográfia

### Film
| Év   | Magyar cím                        | Eredeti cím                    | Szerep               | Magyar hang     |
| ---- | --------------------------------- | ------------------------------ | -------------------- | --------------- |
| 1993 |                                   | The Hawk                       | Streete őrmester     |                 |
| 1995 | Veszett kutyák és angolok         | Mad Dogs and Englishmen        | Jessop               |                 |
| 1998 |                                   | I Wonder Who's Kissing You Now | Moses                |                 |
| 1999 |                                   | Between Dreams (rövidfilm)     | tisztiszolga         |                 |
| 2004 | Zsinóron                          | Strings                        | Erito (angol hangja) |                 |
| 2004 | A velencei kalmár                 | The Merchant of Venice         | Marokkó hercege      |                 |
| 2005 | Cserbenhagyás                     | Separate Lies                  | Marshall felügyelő   |                 |
| 2006 | Véres gyémánt                     | Blood Diamond                  | 'Poison' kapitány    | Faragó András   |
| 2010 |                                   | Second Chance (rövidfilm)      | Rob Jenkins          |                 |
| 2011 |                                   | Victim                         | Mr. Ansah            |                 |
| 2012 | Bombaüzlet                        | The Hot Potato                 | Harrison             | Bolla Róbert    |
| 2012 | Bombaüzlet                        | The Hot Potato                 | Harrison             | Papucsek Vilmos |
| 2012 |                                   | The Man Inside                 | Eugene Murdoch       |                 |
| 2012 |                                   | The Last Bite (rövidfilm)      | Rook                 |                 |
| 2013 | Harmadik fél                      | Third Person                   | Jake                 | Sarádi Zsolt    |
| 2015 |                                   | Free in Deed                   | Abe Wilkins          |                 |
| 2015 | Kémvadászok – A szolgálat kötelez | Spooks: The Greater Good       | Warrender            | Kálid Artúr     |
| 2015 | SuperBob                          | SuperBob                       | David                | Galambos Péter  |
| 2016 | Agyas és agyatlan                 | Grimsby                        | Black Gareth         |                 |
| 2017 | Tulipánláz                        | Tulip Fever                    | Prater               | Nagypál Gábor   |
| 2018 |                                   | Parallel                       | Mr. Parkes           |                 |
| 2022 | Wendell és Wild                   | Wendell & Wild                 | Lane Klaxon (hangja) |                 |
| 2024 | Barátnők újratöltve               | Arthur's Whisky                | Hal                  | Papucsek Vilmos |